# Paweł Działyński
Paweł Działyński (* 1560 in Polen-Litauen; † 1609 ebenda) war ein polnischer Adliger, Politiker, Diplomat und Botschafter. Seine Familie gehörte zur Wappengemeinschaft Ogończyk.

## Leben
Działyński wurde Sekretär am Königshof von Stephan Báthory in Krakau und nach dessen Tod Berater von Sigismund III. Wasa. Dieser verlieh ihm mehrere Starosteien. Im Zuge des Englisch-Spanischen Krieges von 1585 bis 1604 ließ Elisabeth I. spanische Handelsschiffe in der Nordsee überfallen, die auf dem Weg nach Danzig und Elbing waren, sowie polnische Handelsschiffe, die auf dem Weg nach Spanien waren. Eine ähnliche Vorgehensweise hatten die Niederlande in Planung. 1597 schickte daher Sigismund Działyński zunächst in die Niederlande und danach nach London, um die Niederländer und Engländer zu bewegen, von den Überfällen abzulassen. In den Niederlanden drohte Działyński damit, dass der Getreideexport aus Polen-Litauen in die Niederlande eingestellt würde, falls sich die Niederländer zu Überfällen auf polnische Schiffe oder spanische Schiffe mit Fahrtziel Danzig oder Elbing entschließen sollten. Diese Mission hatte Erfolg und die Niederländer versicherten, dass sie keine Überfälle vornehmen würden. In London drohte Działyński damit, dass Polen-Litauen einer anti-englischen Allianz mit den Habsburgern beitreten würde, falls die Überfälle nicht aufhören würden. Der Danziger Kaufmann Lisemann stellte die Berechnung der Verluste der Kaufleute Danzigs und Elbings vor. Die Vorgehensweise Działyńskis führte zu einem Tumult am englischen Königshof, den dieser zeitnah verließ. Letztendlich gab England die überfallenen Schiffe frei und die freie Schifffahrt zwischen Polen-Litauen und Spanien wurde gewährleistet. Zwei Jahre nach der Reise Działyński führte Shakespeare das Stück Hamlet auf. Möglicherweise hat ihn das forsche Auftreten Działyńskis zur Figur des Polonius inspiriert.